# Wanderer W17
La Wanderer W17 (per esteso Wanderer 7/35 PS Typ W17) è stata un'autovettura di fascia medio-alta prodotta  dalla Casa tedesca Wanderer dal 1932 al 1933.

## Caratteristiche
Questo modello debuttò nell'ottobre del 1932 assieme alla "sorella maggiore" W20 per sostituire la precedente W15, con la quale condivideva il telaio a longheroni e traverse in acciaio con interasse di 3 metri e la totalità della meccanica telaistica (sospensioni ad assale rigido e molle a balestra e freni a tamburo sulle quattro ruote con comando meccanico. Invariata anche la gamma delle carrozzerie disponibili, consistenti sempre nella versione berlina ed in quella cabriolet, quest'ultima realizzata dalla carrozzeria Gläser di Dresda.

La vera novità era il motore, un 6 cilindri in linea progettato e sviluppato da Ferdinand Porsche, qui al suo secondo incarico per la Wanderer dopo l'esperienza che portò il progettista boemo al motore da 3 litri utilizzato sulla W14. Il nuovo motore firmato Porsche era caratterizzato da una cilindrata di 1690 cm³, utilizzava la soluzione delle valvole in testa per la distribuzione, con asse a camme laterale, ed era alimentato inoltre mediante un carburatore Solex. Con una potenza massima di 35 CV, la vettura riusciva a raggiungere una velocità massima di 90 km/h. 

La produzione della W17 durò solo pochi mesi: nel febbraio del 1933 vi fu l'uscita dai listini di questo modello e la sua sostituzione con la neonata W21.